# Thyle
La Thyle est une petite rivière de Belgique, affluent de la Dyle, et un sous-affluent de l'Escaut par le Rupel. 

## Géographie
Elle prend source à Sart-Dames-Avelines, parcourt environ 16 km, traversant Villers-la-Ville, puis les ruines de l'ancienne abbaye de Villers-en-Brabant où elle circule en site couvert. Poursuivant vers Tangissart, Faux et Court-Saint-Étienne où elle se jette dans la Dyle après avoir reçu les eaux de l’Orne dans le parc du château de Court-Saint-Étienne.

## Particularité
La Thyle traverse le domaine de l'ancienne et célèbre abbaye de Villers-la-Ville, les moines ayant canalisé son cours pour en utiliser l'eau et son débit au service de leurs besoins ménagers, comme de leurs ateliers, brasserie et latrines.